# 昂贝尔 (维埃纳省)
昂贝尔（法語：Amberre，法語發音：[ɑ̃bɛʁ]）是法国新阿基坦大区维埃纳省的一个市镇，位于该省西部偏北，属于普瓦捷区。

## 地理
昂贝尔（46°45'59"N, 0°9'53"E）面积15.63 平方千米，位于法国新阿基坦大区维埃纳省，该省份为法国中西部省份，北起曼恩-卢瓦尔省和安德尔-卢瓦尔省，西接德塞夫勒省，南至夏朗德省，东南接上维埃纳省，东临安德尔省。
与昂贝尔接壤的市镇（或旧市镇、城区）包括：舒普、屈翁、米尔博、圣马丁拉帕吕、尚皮尼昂罗什罗。

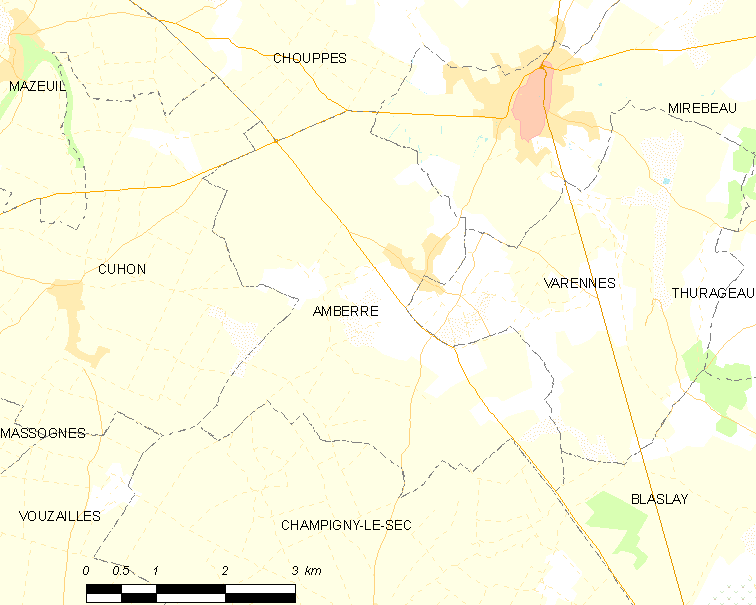
的OSM定位图

昂贝尔的时区为UTC+01:00、UTC+02:00（夏令时）。

## 行政
昂贝尔的邮政编码为86110，INSEE市镇编码为86002。

## 政治
昂贝尔所属的省级选区为米涅-欧桑斯县。

## 人口

1962-2008年间人口变化图示

昂贝尔于2022年1月1日时的人口数量为565人。